# Yubari King
Yubari King (夕張メロン Yūbari Meron, Dưa Yūbari) là một giống dưa lưới trồng trong nhà kính ở Yubari, Hokkaido, một thành phố nhỏ gần Sapporo.
Vua Yubari là giống lai của hai giống dưa đỏ khác: Cantal's Favourite và Burpee's "Spicy" Cantaloupe. Tên khoa học của giống lai là Cucumis melo L. var. reticulatus Naud. cv. Yubari King.

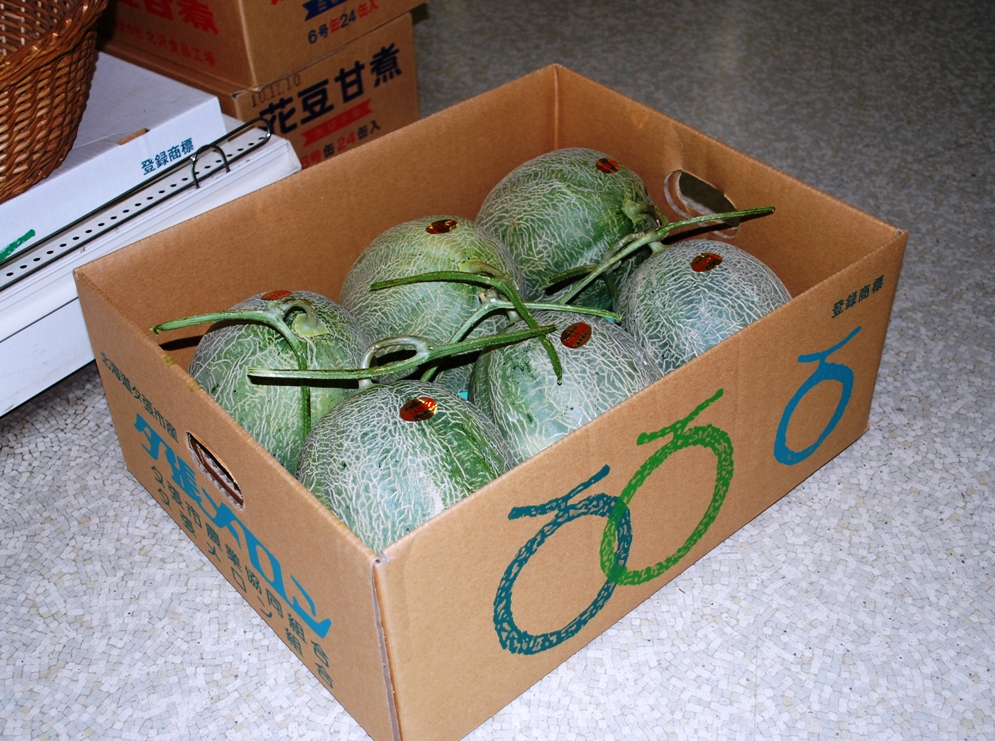
Sáu quả dưa vua Yubari được đóng gói trong thùng các-tông để vận chuyển

Một quả dưa cấp cao nhất là phải tròn trịa hoàn hảo và có lớp vỏ đặc biệt mịn. Một phần của thân cây sẽ được cắt bằng kéo, được để lại phần trên đầu của trái vì mục đích thẩm mỹ. Một số người Nhật Bản mua dưa Yubari làm quà tặng trong Chūgen (中元).
Tại một cuộc đấu giá ở Nhật Bản năm 2008, hai quả dưa Yubari King được bán với giá 2,5 triệu Yên. Năm 2016, tại Konishi Seika - một chợ rau quả ở Amagasaki, một cặp dưa Yubari King đã được bán trong buổi đấu giá, với giá trúng thầu 3 triệu Yên. Năm 2019, Pokka Sapporo Food & Beverage Ltd có trụ sở tại Tokyo đã mua một cặp dưa Yubari tại cuộc đấu giá với mức giá cao nhất từng được ghi nhận là 5 triệu Yên.